# サン・パンクラーツィオ
サン・パンクラーツィオ（イタリア語: San Pancrazio ; ドイツ語: St. Pankraz ザンクト・パンクラーツ）は、イタリア共和国トレンティーノ＝アルト・アディジェ州ボルツァーノ自治県にある、人口約1,500人の基礎自治体（コムーネ）。

## 地理

### 位置・広がり
ボルツァーノ自治県中北部、ヴァル・パッシーリア (it:Val Passiria) に位置するコムーネ。メラーノから南南西へ約11km、県都ボルツァーノから西北西へ約23km、州都トレントから北へ約57kmの距離にある。

#### 隣接コムーネ
隣接するコムーネは以下の通り。
- ボルゴ・ダナウニア (カステルフォンド) (TN)

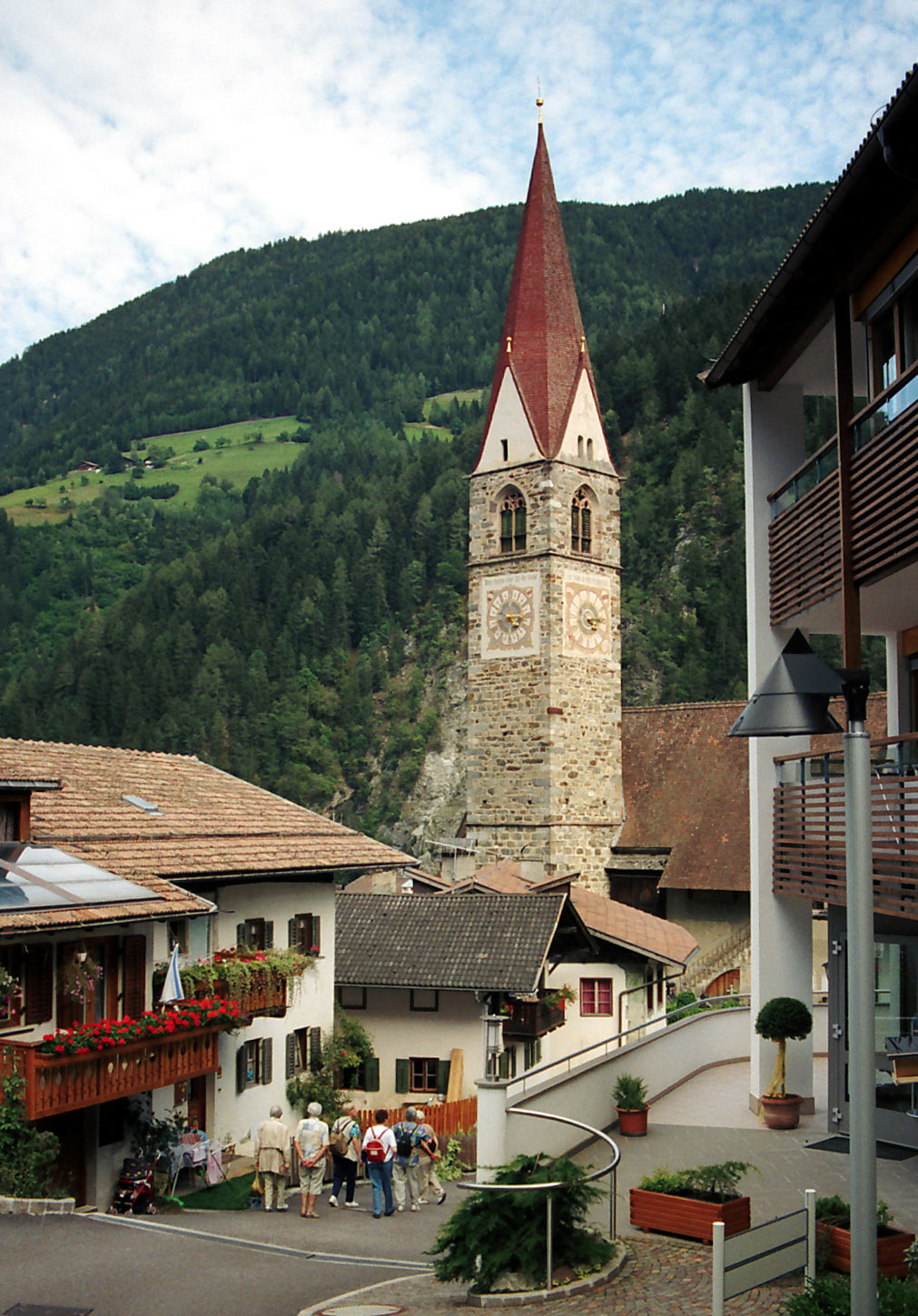
Campanile

- ラーナ
- ラウレーニョ
- ナトゥルノ
- セナーレ＝サン・フェリーチェ
- テージモ
- ウルティモ

## 行政

### 分離集落
サン・パンクラーツィオには、以下の分離集落（フラツィオーネ）がある。
- S. Elena/St. Helena, Guggenberg, Gegend, Nörderberg, Buchen, Monte Marano/Maraunberg, Acqua/Zu Wasser, Bad Lad, Bagno di Mezzo/Mitterbad, Alt-Breit

### Comunità comprensoriale
ボルツァーノ自治県が設けた行政区画 Comunità comprensoriale では、ブルグラヴィアート / ブルクグラーフェンアムト  (Burggrafenamt) （中心地: メラーノ）に属する。
- ブルクグラーフェンアムト
- ブルクグラーフェンアムトのコムーネ（中心地メラーノは9）。サン・パンクラーツィオは19。

## 住民

### 言語
| 言語集団調査（2011年） | 言語集団調査（2011年） | 言語集団調査（2011年） | 言語集団調査（2011年） | 言語集団調査（2011年） |
| ---------------------- | ---------------------- | ---------------------- | ---------------------- | ---------------------- |
|                        |                        |                        |                        |                        |
| ドイツ語               | ドイツ語               |                        | 98.84%                 | 98.84%                 |
| イタリア語             | イタリア語             |                        | 0.96%                  | 0.96%                  |
| ラディン語             | ラディン語             |                        | 0.19%                  | 0.19%                  |

2011年に行われた、住民がドイツ語・イタリア語・ラディン語のいずれの「言語集団」に属するかの調査によれば（ボルツァーノ自治県#言語集団調査参照）、住民の約98%がドイツ語話者である。